# Александар Радосављевић (гитариста)
Александар Радосављевић (Don Azzoni) је српски гитариста, музички продуцент и студијски сниматељ (тонац).
Најпознатији је по свирању гитаре у Дел Арно Бенду, са којим је свирао од 1988. до 1994. По напуштању ДАБ, заједно са Владимиром Лешићем оснива Зајон бенд.
Познат је и по раду као (ко)продуцент или сниматељ на бројним албумима најзначајнијих српских бендова деведесетих година (Бјесови, Блок аут, Del Arno Band, Гоблини, Канда, Коџа и Небојша, Пресинг, Кристали, Дарквуд Даб, Ништа али логопеди и др.) Највише је радио у музичком студију Академија.
Крајем деведесетих година одселио се у Чешку републику и престао да се активно бави музиком. Ожењен је Мирјаном Радосављевић, која је својевремено певала у Дел арно бенду.